# Radio Agricultura
Radio Agricultura (nacida como Radio Sociedad Nacional de Agricultura) es una estación radial chilena que se emite en el 92.1 MHz del dial FM en Santiago de Chile. Perteneciente a la Sociedad Nacional de Agricultura (SNA). Fue fundada el 11 de julio de 1936 en Valparaíso.

## Historia
La Sociedad Nacional de Agricultura decide crear un medio que sirviera de difusión de sus actividades. Su primera concesión radial se remonta al Decreto N.º 3633 del 30/08/1935 publicada en el Diario Oficial el 11 de septiembre de 1935. El proyecto se concretó en Valparaíso, el 11 de julio de 1936 y el 30 de octubre de ese año en Santiago, cuando comienzan las transmisiones de la radio en la frecuencia 570 kHz de la onda media. Hoy, el CB-57 que tenía desde hace 80 años, ya no lo ocupa y fue reemplazada por Radio Salud durante un tiempo, hoy CNN Chile Radio; por lo que Radio Agricultura solo se quedó con el dial FM en la capital.
Durante la Unidad Popular, al igual que las radios Chilena, Cooperativa y Minería, adoptó una posición opositora al gobierno de Salvador Allende transmitiendo propaganda en su contra, lo que le llevó a ser censurada el 2 de diciembre de 1971 por el jefe de la Zona de Emergencia, Augusto Pinochet, quien había sido designado en dicho cargo luego de una serie de protestas callejeras. Posteriormente, apoyó el golpe militar del 11 de septiembre de 1973. Famosas fueron sus transmisiones y cobertura en vivo y en directo del golpe del 11 de septiembre de 1973 y de sus bandos militares que se escucharon en cadena nacional de radio y televisión en todo Chile, los cuales fueron lanzados posteriormente en un LP doble. Hasta el día de hoy, se considera un medio de comunicación con una línea editorial de carácter conservador.
El 1 de septiembre de 1998, Radio Agricultura inicia sus transmisiones en la banda FM, en el 92.1 MHz, luego de utilizar la frecuencia de su emisora hermana Radio San Cristóbal FM (12 de octubre de 1979-31 de agosto de 1998).
Actualmente es un medio de comunicación que a través de una red de emisoras a lo largo de Chile y convenios de asociación con otras estaciones de radio, siendo prácticamente la única radio con la que las radios de provincias pueden enlazar. Las otras radioemisoras informativas "grandes" (Radio Bío-Bío, Radio Cooperativa, ADN Radio Chile  tienen cadena nacional con emisoras propias).
Entre sus programas emblemáticos se encuentran los programas deportivos Súper Deporte (1983-1990), Todo Gol (1991-1993), Viva el Deporte (1994-1998) y Deportes en Agricultura (1998-presente) realizados por Julio Martínez, Hernán Solís, Tito Martínez, Gustavo Aguirre, Sergio Silva, Máximo Clavería, Esteban Lob, Gustavo Eissmann, Juan Antonio Belmar, Néstor Isella, Juan Manuel Ramírez, Daniel Salvador, Patricio Díaz, Mauricio Israel, Héctor "Tito" Awad, Milton Millas y su hijo Patricio Millas, Sergio Livingstone, Alberto Fouillioux, Héctor Vega Onesime, Marco Antonio Cumsille, Patricio Oñate, Juan Ramón Cid, Juan Hernán Antivil, Pablo Espinoza, el argentino Benjamín Benzaquén (Tenis), Jorge Cubillos, Alejandro Lorca, José "Pepe" Ormazábal, Marcelo Hilsenrad, Juan Carlos "Caco" Villalta, José Luis Repenning, Pedro Carcuro, Carlos Ramírez (Tenis), Andrés Solar, Marcelo Díaz Almonacid, Juan Carlos Alarcón, Héctor "Tito" Garrido, Daniel Pérez Pavez, Danilo Díaz, Sebastián Esnaola, Juan Cristóbal Guarello, David Oyarzún, Nelson Navarro Mendoza, Jorge Hevia, Fernando Solabarrieta, Francisco Sagredo, Vladimiro Mimica, Paulo Flores, Mario Mauriziano, Mariano Muñoz Scarpa, Patricio Yáñez, Manuel de Tezanos, Cristián Caamaño, entre otros. También el programa de actualidad política La mañana interactiva que por casi 24 años fue conducido por el periodista y exdirector responsable de la radio Alejandro de la Carrera Díaz, y que tras su salida de la emisora después de casi 31 años el 31 de agosto de 2018 tras ser nombrado por Sebastián Piñera como Agregado de Prensa de la Embajada de Chile en España, tuvo como conductoras a las periodistas Gabriela Valenzuela y Cristina González. Otro clásico fue el programa de servicio que condujo Eli de Caso desde el 26 de abril de 2005, llamado por años Aló Agricultura y, que tras ser desvinculada De Caso de la radio en febrero de 2018 y luego recontratada a mediados de ese año, adoptó el nombre de De Caso en Caso hasta enero de 2022. Además de los programas de comentarios políticos y de opinión Directo al Grano, conducido por el analista político Gonzalo Müller (y en su primera etapa por Gonzalo de la Carrera y Cecilia Pérez), y el controvertido Conectados con Agricultura, el cual es conducido desde sus inicios en agosto de 2002 por el exhumorista Sergio "Checho" Hirane, acompañado de panelistas como Ricardo Tuane, Magdalena Merbilháa, Marcela Cubillos Sigall (anteriormente estuvo su hermano Felipe Cubillos, fallecido en el accidente de Juan Fernández de 2011), Guillermo Ramírez, Giovanni Calderón, el Dr. Michel Mehech, entre otros, y el programa de entrevistas Carmen Ibáñez conversa con..., conducido por la exdiputada y exembajadora de Chile en Grecia Carmen Ibáñez "La Regalona".
Radio Agricultura es una emisora de la Sociedad Nacional de Agricultura cuya propiedad es ejercida a través de la empresa Publicaciones y Difusión S.A., estando sus estudios ubicados en el Edificio Pamplona, Av. Providencia 1208, Providencia, Santiago de Chile, entre las Torres de Tajamar y la estación de metro Manuel Montt.  En sus inicios Radio Agricultura transmitió desde la sede de la SNA, para establecerse en 1960 en el noveno piso de un edificio ubicado en calle Teatinos 449. En 1974 se trasladó a sus históricos estudios de calle Manuel Rodríguez 15, Santiago Centro, Metro Los Héroes, donde permanecieron hasta noviembre de 2016, estableciéndose en su actual ubicación, en diciembre de ese año.
Desde 2017. Radio Agricultura expande su señal FM para las ciudades de Copiapó, La Serena y Coquimbo, Concepción, Osorno, Puerto Montt, Puerto Aysén, Coyhaique y Punta Arenas, adquiriendo frecuencias de las radios Positiva, Radio Hoy y Digital FM. Para el resto del país y en todo el mundo solo es posible escuchar a través de la señal online de su página web y en sus emisoras asociadas dentro del territorio nacional.

## Logotipos
| Período                    | Descripción |
| -------------------------- | --- |
| 1968-1989                  | Una A estilizada de color negro, con una silueta blanca de un árbol al centro. Cabe destacar que este logo de Radio Agricultura guardaba una gran similitud con el de ASMAR. |
| 1989-1994                  | Un círculo negro con la silueta de un gallo en color blanco y abajo el texto RADIO AGRICULTURA con fuente Handel Gothic BT. |
| Septiembre 1998-julio 2001 | El mismo logo anterior, pero el círculo es verde y 3D, y el gallo mira al otro lado. |
| Julio 2001-julio 2005      | Una A de color azul, estilizada con forma de "onda", con fondo azul oscuro y el texto RADIO AGRICULTURA es saber escuchar, en letras blancas en la parte inferior. |
| Julio 2005-marzo 2014      | Dos "ondas" de color naranjo al lado izquierdo y derecho, con el texto 92.1 fm, al centro, y en el área inferior, Agricultura, todo esto en tipografía Univers Black cursiva. Este logo contó con varias versiones correspondientes a las filiales regionales, en las que cambiaba el texto 1440 a. m. La Serena (Chile) y Coquimbo 980 a. m. 92.5 fm Valparaíso y Viña del Mar "92.1 fm" 570 AM Santiago de Chile 99.1 fm San Fernando (Chile) 94.5 fm Talca por "100.5 fm" o 1200 AM Los Ángeles (Chile) y 770 AM o 103.9 fm Temuco. entre otras versiones. |
| Marzo 2014-mayo 2019       | Se centra en la marca AGRICULTURA en un fondo negro con letras blancas (AGRI) y rojas (CULTURA), |
| Mayo 2019-presente         | Es la palabra agricultura con letras rojas y algunas veces el texto a: con tipografía Times New Roman. |

## Voces institucionales
- Sandro Larenas
- Samuel Guajardo

## Eslóganes
| Período       | Eslogan |
| ------------- | --- |
| 1973-1989     | Radio Agricultura, la voz de los gremios, la voz de la libertad. |
| 1974          | Radio Agricultura es comunidad, escúchela. |
| 1989-1994     | Radio Agricultura, siempre. |
| 1994-2001     | Agricultura, la radio interactiva. - 1999: Ingresemos juntos al tercer milenio |
| 2001-2005     | Agricultura, es saber escuchar. - 2001-2005: Infórmese sin tener la vista fija - 2002: Todo esto y mucho más... lo encuentra en Agricultura |
| 2005-2006     | Informativa, deportiva, entretenida. - 2005-2006: Grábalo en tu memoria. Institucional de frecuencias, usado en su exradio "hermana" San Cristóbal de Los Ángeles hasta noviembre de 2014.                                                                       |
| 2006-2007     | Están todos, está en todas. |
| 2007-2008     | ¡Un fenómeno de sintonía!. |
| 2008-2013     | Radio en vivo, 100% opinión. - 2010-2012 La radio que se ve |
| 2013-2018     | Opinión en vivo. - 2013-2014: 100% información, Agricultura - 2013-2014: Tu tarde es Agricultura, 100% radio - 2014-actualidad: Opinión de verdad - 2015: Distintas opiniones forman tu opinión - 2014-2018: Una radio de verdad - 2014-2018: La radio que se ve |
| 2018-presente | Comprometidos con Chile. - 2018: Agricultura, opinión de verdad |

## Antiguas frecuencias
- 1440 kHz (La Serena/Coquimbo); hoy fuera del aire, sin relación con la Sociedad Nacional de Agricultura.
- 980 kHz (Valparaíso); hoy Radio Corporación Valparaíso, sin relación con la Sociedad Nacional de Agricultura.
- 570 kHz (Santiago); hoy Radio La Señal, sin relación con la Sociedad Nacional de Agricultura.
- 107.1 MHz (Talca); disponible sólo para radios comunitarias.
- 1200 kHz (Los Ángeles); hoy fuera del aire, sin relación con la Sociedad Nacional de Agricultura.
- 97.5 MHz (Los Ángeles); hoy Radio San Cristóbal FM, sin relación con la Sociedad Nacional de Agricultura.
- 770 kHz (Temuco), hoy Radio Siete Setenta, sin relación con la Sociedad Nacional de Agricultura.
- 100.5 MHz (Villarrica/Pucón); hoy Radio Beethoven, sin relación con la Sociedad Nacional de Agricultura.